# خالد بن بندر بن عبد العزيز آل سعود
خالد بن بندر بن عبد العزيز آل سعود هو الابن الثالث للأمير بندر بن عبد العزيز آل سعود ووالدته هي الأميرة وسمية بن عبد الرحمن بن معمر. هو رئيس المخابرات السعودية سابقاً، كما كان أميراً لمنطقة الرياض من فبراير 2013 إلى مايو 2014، وكان أيضاً قائداً للقوات البرية السعودية برتبة فريق ركن.

## الخبرة والمناصب العسكرية بالقوات البرية السعودية[2]
- تخرَّج سموه من أكاديمية ساندهيرست العسكرية الملكية ببريطانيا بدرجة بكالوريس علوم عسكرية وبعدها خدم في القوات البرية الملكية السعودية وتم تعيينه برتبة ملازم ثان بمعهد سلاح المدرعات.
- عمل سموه في الكتيبة الأولى باللواء المدرع الرابع ثم ضابط عمليات في قيادة سلاح المدرعات.
- عمل مساعداً لقائد سلاح المدرعات السعودي لمدة عامين وتمت ترقيته إلى رتبة لواء ركن في 1/5/1418هـ.
- عين قائداً لسلاح المدرعات ثم نائباً لقائد القوات البرية السعودية.
- صدر مرسوماً ملكياً بتاريخ 17/6/1432هـ الموافق لـ20/5/2011 بترقيته إلى رتبة فريق ركن وتعيينه قائداً للقوات البرية السعودية.[3]

## مناصبه
- أصدر الملك عبد الله بن عبد العزيز آل سعود القائد الأعلى لكافة القوات العسكرية أمراً ملكياً بتاريخ 17 جمادى الآخرة 1432 هـ الموافق 20 مايو 2011 بترقيته إلى رتبة فريق ركن وتعيينه قائداً لـ القوات البرية الملكية السعودية.
- أصدر خادم الحرمين الشريفين الملك عبد الله بن عبد العزيز آل سعود بتاريخ 4/4/1434هـ الموافق لـ14/2/2013 أمراً ملكياً بتعيينه أميراً لمنطقة الرياض بمرتبة وزير.[4]
- أصدر خادم الحرمين الشريفين الملك عبد الله بن عبد العزيز آل سعود بتاريخ 15/7/1435هـ أمراً ملكياً بإعفائه من منصبه وتعيينه نائباً لوزير الدفاع بمرتبة وزير.[5]
- أصدر خادم الحرمين الشريفين الملك عبد الله بن عبد العزيز آل سعود بتاريخ 30/8/1435هـ أمراً ملكياً بإعفائه من منصبه.[6]
- أصدر خادم الحرمين الشريفين الملك عبد الله بن عبد العزيز آل سعود بتاريخ 2/9/1435هـ أمراً ملكياً بتعيين سموه رئيساً للاستخبارات العامة بمرتبة وزير.[7]

## مؤهلاته العلمية العسكرية[2]
1. بكالوريوس في العلوم العسكرية من أكاديمية ساندهيرست العسكرية الملكية.
2. ماجستير في العلوم العسكرية من كلية القيادة والأركان.
3. دورات تأسيسية ضباط دروع في المملكة ودورات تأسيسية متقدمة في الولايات المتحدة الأمريكية ودورات مختلفة أخرى

## أسرته
- متزوج من الأميرة مشاعل بنت محمد بن سعود بن عبد الرحمن آل سعود (ابنة عمته الأميرة هيا بنت عبد العزيز آل سعود)، وله من البنات:
  - الأميرة نورة. متزوجة من الأمير سلمان بن فيصل بن سلمان بن محمد بن سعود آل سعود.
  - الأميرة هيا (باحثة في علم الجينات الإحصائي).[8]
  - الأميرة العنود. متزوجة من الأمير سلمان بن سعود بن سلمان بن محمد بن سعود آل سعود.[9]
  - الأميرة سارة. متزوجة من الأمير متعب بن سعود بن محمد بن عبد العزيز بن سعود آل سعود.[10]
  - الأميرة نجلاء. متزوجة من الأمير عبد الرحمن بن فيصل بن عبد الرحمن بن عبد الله آل سعود.[11]
  - الأميرة نوف. متزوجة من الأمير متعب بن مشعل بن بدر بن سعود بن عبد العزيز آل سعود.[12]

| سبقه سطام بن عبد العزيز            | أمير منطقة الرياض 1434 هـ - 1435هـ                    | تبعه تركي بن عبد الله بن عبد العزيز آل سعود |
| سبقه عبد الرحمن بن عبد الله المرشد | قائد القوات البرية الملكية السعودية 1432 هـ - 1434 هـ | تبعه عيد الشلوي                             |
| سبقه سلمان بن سلطان بن عبد العزيز  | نائب وزير الدفاع 1435 هـ -1435هـ                      | تبعه خالد بن سلمان بن عبدالعزيز             |
| سبقه يوسف الإدريسي                 | رئيس الاستخبارات العامة 1435 هـ -1436هـ               | تبعه خالد الحميدان                          |